# Arnoldo Foà
Arnoldo Foà (Ferrara, 24 gennaio 1916 – Roma, 11 gennaio 2014) è stato un attore, doppiatore, cantante, scrittore e regista teatrale italiano.

## Biografia

### Le origini
Nato a Ferrara in una famiglia ebraica (anche se lui dal punto di vista religioso si è sempre dichiarato ateo), era figlio di Valentino Foà e Dirce Levi. Segue la famiglia a Firenze, dove intraprende gli studi di economia e commercio. Durante il periodo universitario si interessa al teatro, frequentando i corsi di recitazione della scuola "Luigi Rasi" sotto la guida di Raffaello Melani. A vent'anni abbandona gli studi e si trasferisce a Roma, dove frequenta per qualche tempo il Centro sperimentale di cinematografia.

### La guerra e le leggi razziali
Nel 1938 Arnoldo Foà è costretto a lasciare i corsi presso il Centro sperimentale di cinematografia a seguito della promulgazione delle leggi razziali fasciste. Gli viene impedito anche di lavorare e per poterlo fare è costretto a usare nomi fittizi (tra cui "Puccio Gamma"); ricopre saltuariamente il ruolo del sostituto di attori malati (in gergo, il "pompiere"), riuscendo a lavorare nelle compagnie più prestigiose: Cervi-Pagnani-Morelli-Stoppa, Ninchi-Barnabò, Adani-Cimara, Maltagliati-Cimara.
Nel 1943 si rifugia a Napoli, dove diviene capo-annunciatore ed autore di Radio PWB, la stazione radio degli Alleati: spetta a lui la lettura dell'annuncio dell'armistizio l'8 settembre 1943. Alla fine della guerra torna al teatro e si unisce a molte e importanti compagnie: Ferrati-Cortese-Scelzo, Ferrati-Cortese-Cimara, Stoppa-Morelli-Cervi (dove collabora con Luchino Visconti) e la Compagnia del Teatro Nazionale (Teatro dell'Opera di Roma) lavorando per Guido Salvini. Nel 1945 entra nella compagnia di prosa della Rai, dove svolgerà un'intensa attività sino agli anni 1980.
La sua lunga carriera artistica è brillante e costellata di numerosi successi e riconoscimenti in campo teatrale, cinematografico e televisivo.

### Teatro

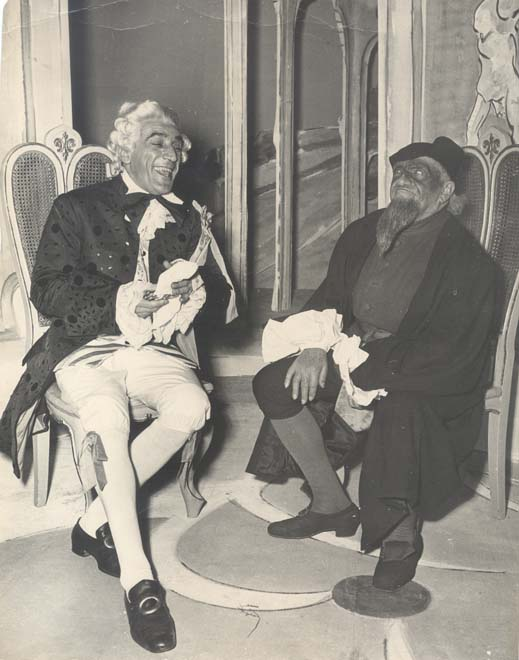
Arnoldo Foà, a sinistra, in abiti di scena in compagnia di Antonio Gandusio, in un'immagine degli anni Cinquanta

Intensa e prestigiosa la sua carriera in teatro: autori classici e contemporanei, registi come Luchino Visconti, Luigi Squarzina, Luca Ronconi e Giorgio Strehler. Le sue interpretazioni sono memorabili, incisive, esito di un attento studio, passione e misura drammatica elette. Da regista mette in scena spettacoli di prosa (tra i tanti La pace di Aristofane e Diana e la Tuda di Luigi Pirandello) e di lirica (Otello di Giuseppe Verdi, Histoire du soldat di Igor' Fëdorovič Stravinskij, e Il pipistrello di Strauss jr), e molte sue commedie, riscuotendo sempre enormi successi.
Nel 1957 esordisce come autore teatrale (Signori buonasera). Seguiranno, tra le altre, La corda a tre capi, Il testimone, Amphitryon Toutjours (Festival di Spoleto 2000), e Oggi. Tra le sue ultime interpretazioni, il monologo Novecento di Alessandro Baricco, con la regia di Gabriele Vacis, (2003/2005), successo straordinario di pubblico e critica, e Sul lago dorato di E. Thompson, con la regia di Maurizio Panici (2006-2008).

### Il cinema e la televisione
La sua filmografia presenta oltre 100 pellicole: tra i registi con cui ha lavorato figurano Alessandro Blasetti (Altri tempi - Zibaldone n. 1), Orson Welles (Il processo), Vittorio Cottafavi (I cento cavalieri), Jacques Deray (Borsalino), Marcello Fondato (Causa di divorzio), Damiano Damiani (Il sorriso del grande tentatore), Giuliano Montaldo (Il giocattolo), Giuseppe Ferrara (Cento giorni a Palermo), Giovanni Soldati (L'attenzione), Luca Barbareschi (Ardena), Paolo Costella (Tutti gli uomini del deficiente), Ettore Scola (Gente di Roma), Alessandro D'Alatri (La febbre), Antonello Belluco (Antonio, guerriero di Dio), Maurizio Sciarra (Quale amore), Citto Maselli (Le ombre rosse), Luciano Melchionna (Ce n'è per tutti). Sono stati realizzati due docufilm su Arnoldo Foà: nel 2007 Almeno io Fo... à di Alan Bacchelli e Lorenzo degl'Innocenti, premio Imaie 2008; nel 2011 Io sono il teatro. Arnoldo Foà raccontato da Foà di Cosimo Damiano Damato, presentato al Festival Internazionale del Film di Roma.
Foà è stato tra i protagonisti di alcuni dei più celebri sceneggiati televisivi della Rai, diventando uno dei primi divi del piccolo schermo: Le inchieste del commissario Maigret, Piccole donne, Capitan Fracassa, Le mie prigioni, Le cinque giornate di Milano, La freccia nera, L'isola del tesoro, Il giornalino di Gian Burrasca, I racconti del maresciallo, I racconti di padre Brown, Nostromo, Fine secolo, Il papa buono e per Mediaset Carabinieri - Sotto copertura. Nel 1985 ha partecipato alla parodia dei Promessi Sposi realizzata dal Quartetto Cetra, interpretando L'innominato. Per la Rai ha condotto anche il programma musicale Chitarra, amore mio e, per due stagioni, il varietà Ieri e oggi, nonché numerosi altri programmi.
Scrittore per la televisione, ha al suo attivo una intensa attività come pittore e disegnatore satirico.

### Radio e doppiaggio

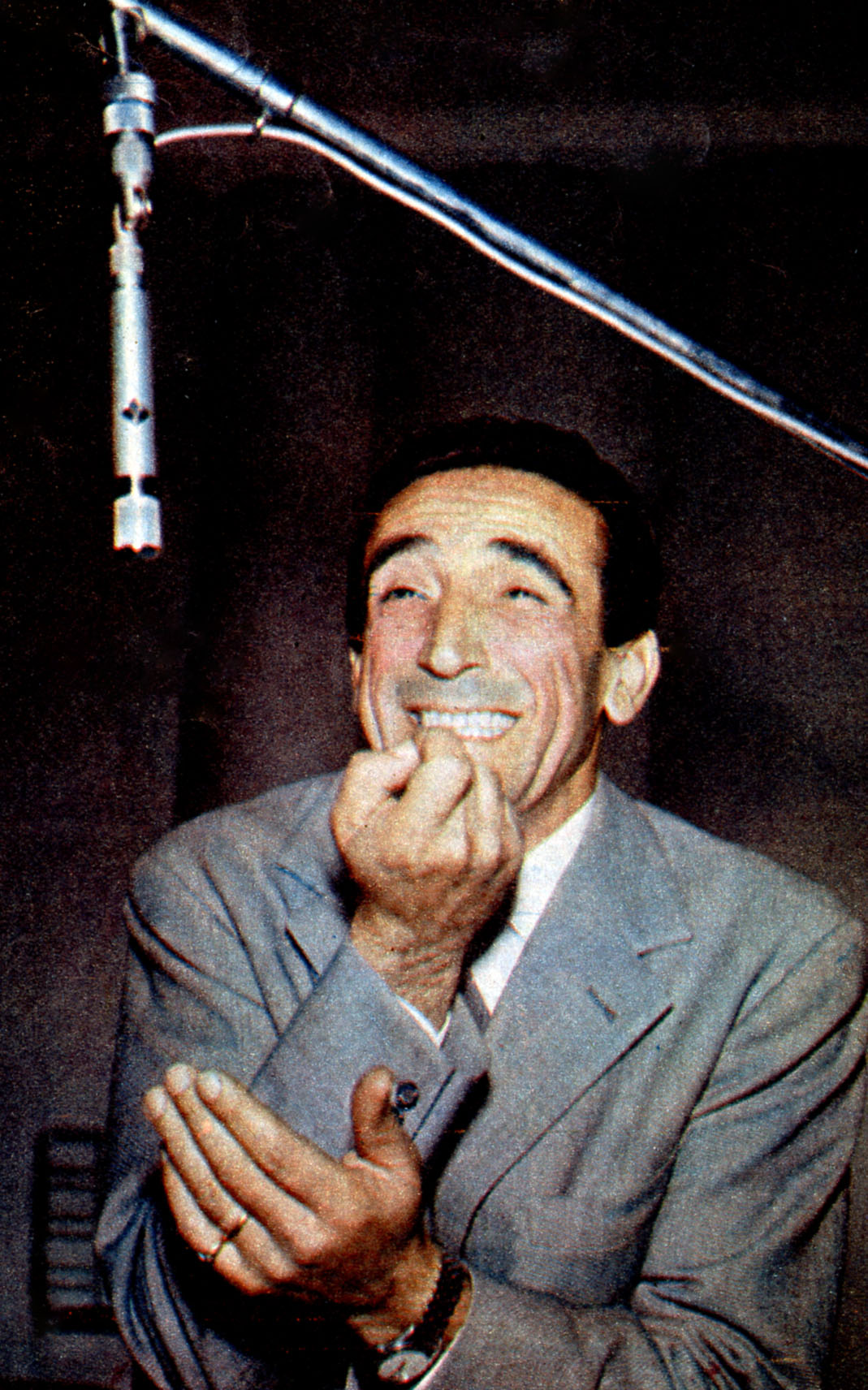
Arnoldo Foà nella macchietta della jena ridens nel varietà radiofonico Rosso e nero (1956)

Arnoldo Foà contribuisce alla nascita, dalle ceneri dell'EIAR, della Rai Radio e partecipa a molte trasmissioni, sia di informazione che di intrattenimento, con attori, autori e registi importanti come Cervi, Morelli, Ninchi, Anton Giulio Majano, Umberto Benedetto.
Sulla Rete Rossa della Rai dei primi anni del secondo dopoguerra conduce Arcobaleno, una trasmissione di consigli agli italiani ideata da Vittorio Veltroni.
Nel 1972 partecipa come ospite fisso alla 24ª edizione della trasmissione Gran varietà.
Dagli anni cinquanta diventa uno dei più importanti doppiatori, prestando la sua inconfondibile voce anche per numerosi documentari, tra cui Il Continente di ghiaccio di Luigi Turolla.
Il suo ultimo doppiaggio è stato quello per il personaggio negativo di Charles F. Muntz nel film di animazione Up (2009) di Pixar, pochi anni prima della sua scomparsa.

### Registrazioni poetiche
Celebri le sue dizioni poetiche da Dante, Lucrezio, Carducci, Leopardi, Neruda, García Lorca, che vengono registrate su disco in vinile negli anni cinquanta e sessanta (successivamente registrati anche su CD), divulgando moltissime opere, in particolare quelle di autori di lingua spagnola allora poco conosciuti in Italia, come Lorca e Neruda: il celebre Lamento per Ignacio Mejias di García Lorca fece vincere alla Fonit Cetra il Disco d'oro per aver superato il milione di copie. Negli ultimi anni molte le registrazioni di poesie su CD, di diversi autori e per diverse produzioni. Dal 2002 ha realizzato alcuni CD di una collana con registrazioni di brani di poeti e filosofi, commentati da musiche appositamente create, e un CD di poesie scritte da lui stesso.

### Esperienza politica e massonica
Venne iniziato in massoneria nel 1947 presso la loggia Alpi Giulie n.150 all'Oriente di Roma, giungendo ai massimi gradi.
Alle elezioni amministrative del 1960 fu uno dei tre consiglieri comunali eletti a Roma tra le file del Partito Radicale, che nell'occasione era alleato del PSI: gli altri due erano Leopoldo Piccardi e Antonio Cederna.

### La morte
Morì all'ospedale San Filippo Neri di Roma dopo un'improvvisa crisi respiratoria nel pomeriggio dell'11 gennaio 2014, all'età di quasi 98 anni. La camera ardente e i funerali furono celebrati con una cerimonia laica nella sala della Protomoteca del Palazzo Senatorio in Campidoglio, al quale parteciparono tanti volti noti della politica; successivamente, il feretro fu sepolto nel cimitero acattolico di Roma.

## Vita privata
Si è sposato quattro volte e ha avuto 5 figlie: Annalisa (1951-1995, anche lei attrice), Valentina, Rossellina, Giulia e Orsetta.

## Filmografia

### Cinema
- Crispino e la comare, regia di Vincenzo Sorelli (1938)
- Ettore Fieramosca, regia di Alessandro Blasetti (1938)
- L'orizzonte dipinto, regia di Guido Salvini (1941)
- O sole mio, regia di Giacomo Gentilomo (1945)
- Il testimone, regia di Pietro Germi (1946)
- Un giorno nella vita, regia di Alessandro Blasetti (1946)
- Fuga nella tempesta, regia di Ignazio Ferronetti (1947)
- Fumeria d'oppio, regia di Raffaello Matarazzo (1947)
- La figlia del capitano, regia di Mario Camerini (1947)
- L'eroe della strada, regia di Carlo Borghesio (1948)
- Il grido della terra, regia di Duilio Coletti (1948)
- Yvonne la nuit, regia di Giuseppe Amato (1949)
- Marechiaro, regia di Giorgio Ferroni (1949)
- Al diavolo la celebrità, regia di Steno e Mario Monicelli (1949)
- Adamo ed Eva, regia di Mario Mattoli (1949)
- Il vedovo allegro, regia di Mario Mattoli (1950)
- Totò sceicco, regia di Mario Mattoli (1950)
- Il leone di Amalfi, regia di Pietro Francisci (1950)
- Il brigante Musolino, regia di Mario Camerini (1950)
- Domani è un altro giorno, regia di Léonide Moguy (1950)
- I cadetti di Guascogna, regia di Mario Mattoli (1950)
- Peppino e Violetta, regia di Maurice Cloche (1950)
- Bellezze in bicicletta, regia di Carlo Campogalliani (1951)
- Lorenzaccio, regia di Raffaello Pacini (1951)
- Verginità, regia di Leonardo De Mitri (1951)
- Il tradimento, regia di Riccardo Freda (1951)
- Amore rosso - Marianna Sirca, regia di Aldo Vergano (1952)
- Altri tempi, regia di Alessandro Blasetti, episodio Questioni di interesse (1952)
- Imbarco a mezzanotte, regia di Joseph Losey (1952)
- Processo contro ignoti, regia di Guido Brignone (1952)
- 5 poveri in automobile, regia di Mario Mattoli (1952)
- Viva il cinema!, regia di Giorgio Baldaccini ed Enzo Trapani (1952)
- La storia del fornaretto di Venezia, regia di Giacinto Solito (1952)
- Lucrezia Borgia (Lucrèce Borgia), regia di Christian-Jaque (1953)
- La mano dello straniero, regia di Mario Soldati (1953)
- Ivan, il figlio del diavolo bianco, regia di Guido Brignone (1953)
- Infame accusa, regia di Giuseppe Vari (1953)
- Viva la rivista!, regia di Enzo Trapani (1953)
- Sangue e luci (Sangre y luces), regia di Georges Rouquier e Ricardo Munoz (1954)
- Angela, regia di Edoardo Anton (1954)
- Il cardinale Lambertini, regia di Giorgio Pàstina (1954)
- Rosso e nero, regia di Domenico Paolella (1954)
- Il vetturale del Moncenisio, regia di Guido Brignone (1954)
- La figlia del forzato, regia di Gaetano Amata (1954)
- Cheri-Bibi (Il forzato della Guiana), regia di Marcello Pagliero (1955)
- Totò e Carolina, regia di Mario Monicelli (1955)
- Destinazione Piovarolo, regia di Domenico Paolella (1955)
- Non c'è amore più grande, regia di Giorgio Bianchi (1955)
- Avanzi di galera, regia di Vittorio Cottafavi (1955)
- Cantami "Buongiorno tristezza", regia di Giorgio Pàstina (1955)
- Difendo il mio amore, regia di Giulio Macchi (1956)
- Io, Caterina, regia di Oreste Paolella (1957)
- Ho giurato di ucciderti (La venganza), regia di Juan Antonio Bardem (1958)
- Ora X: Gibilterra o morte! (Silent Enemy), regia di William Fairchild (1958)
- Pia de' Tolomei, regia di Sergio Grieco (1958)
- La peccatrice del deserto, regia di Steve Sekely e Gianni Vernuccio (1959)
- La congiura dei Borgia, regia di Antonio Racioppi (1959)
- Le notti di Lucrezia Borgia, regia di Sergio Grieco (1959)
- Cartagine in fiamme, regia di Carmine Gallone (1959)
- Gli amanti del deserto (Los amantes del desierto), regia di Goffredo Alessandrini, Fernando Cerchio, León Klimovsky, Ricardo Muñoz Suay e Gianni Vernuccio (1959)
- Salambò, regia di Sergio Grieco (1960)
- La sposa bella (The Angel Wore Red), regia di Nunnally Johnson (1960)
- Heaven on earth, regia di Robert B. Spafford (1960)
- Il capitano del re (Le Capitan), regia di André Hunebelle (1961)
- Le canaglie (Les canailles), regia di Maurice Labro (1961)
- Cinque ore in contanti (Five Golden Hours), regia di Mario Zampi (1961)
- I tartari, regia di Richard Thorpe (1961)
- Barabba, regia di Richard Fleischer (1962)
- Il tiranno di Siracusa, regia di Alberto Cardone (1962)
- Le sette folgori di Assur, regia di Silvio Amadio (1962)
- Il processo (Le procès), regia di Orson Welles (1962)
- Cronache di un convento (The Reluctant Saint), regia di Edward Dmytryk (1962)
- I cento cavalieri, regia di Vittorio Cottafavi (1965)
- Oltraggio al pudore, regia di Silvio Amadio (1965)
- Il figlio di Cleopatra, regia di Ferdinando Baldi (1965)
- Judith, regia di Daniel Mann (1966)
- Il marinaio del Gibilterra, (The Sailor from Gibraltat), regia di Tony Richardson (1967)
- L'uomo venuto dal Kremlino, regia di Michael Anderson (1968)
- Borsalino, regia di Jacques Deray (1969)
- Causa di divorzio, regia di Marcello Fondato (1971)
- Incensurato provata disonestà carriera assicurata cercasi, regia di Marcello Baldi (1972)
- Il sorriso del grande tentatore, regia di Damiano Damiani (1973)
- Primo tango a Roma - Storia d'amore e d'alchimia, regia di Lorenzo Gicca Palli (1973)
- Il domestico, regia di Luigi Filippo D'Amico (1974)
- L'arbitro, regia di Luigi Filippo D'Amico (1974)
- Il giocattolo, regia di Giuliano Montaldo (1979)
- Cento giorni a Palermo, regia di Giuseppe Ferrara (1984)
- L'attenzione, regia di Giovanni Soldati (1985)
- La puttana del re (La putain du roi), regia di Axel Corti (1990)
- Gioco da vecchi, regia di Andrea Zaccariello – cortometraggio (1995)
- Ardena, regia di Luca Barbareschi (1997)
- Crimine contro crimine, regia di Aldo Florio – cortometraggio (1998)
- Asini, regia di Antonello Grimaldi (1999)
- Tutti gli uomini del deficiente, regia di Paolo Costella (1999)
- Calmi cuori appassionati (Reisei to jônetsu no aida), regia di Isamu Nakae (2001)
- Ti voglio bene Eugenio, regia di Francisco José Fernandez (2002)
- Ti spiace se bacio mamma?, regia di Alessandro Benvenuti (2003)
- Gente di Roma, regia di Ettore Scola (2003)
- Noi siam nati chissà quando chissà dove, regia di Andrea Canepari e Francesco Barbieri - documentario, voce narrante (2005)
- La febbre, regia di Alessandro D'Alatri (2005)
- Lezione di stile, regia di Franco Fraternale – cortometraggio (2005)
- Antonio, guerriero di Dio, regia di Antonello Belluco (2006)
- Anime veloci, regia di Pasquale Marrazzo (2006)
- Quale amore, regia di Maurizio Sciarra (2006)
- Il 7 e l'8, regia di Ficarra e Picone e Giambattista Avellino (2007)
- La rabbia, regia di Louis Nero (2008)
- Legami di sangue, regia di Paola Columba (2009)
- Le ombre rosse, regia di Citto Maselli (2009)
- Ce n'è per tutti, regia di Luciano Melchionna (2009)

### Televisione

Arnoldo Foà e Fiorella Mari in Capitan Fracassa

- Candida di George Bernard Shaw, regia di Mario Ferrero (1954)
- La sera del sabato di Guglielmo Giannini, regia di Anton Giulio Majano (1955)
- L'ospite senza invito, teledramma di Charles Cordier, regia di Vittorio Brignole, trasmessa il 26 settembre 1955.
- Capitan Fracassa, regia di Anton Giulio Majano – miniserie TV (1958)
- Casa di bambola, regia di Vittorio Cottafavi (1958)
- Le avventure di Nicola Nickleby, regia di Daniele D'Anza (1958)
- L'isola del tesoro, regia di Anton Giulio Majano (1959)
- Quando amor comanda, regia di Vittorio Cottafavi (1960)
- Tales of the Vikings (1 episodio, 1960)
- Operazione Vega, regia di Vittorio Cottafavi – film TV (1962)
- Nella terra di Don Chisciotte, regia di Orson Welles (1964)
- Il giornalino di Gian Burrasca, regia di Lina Wertmüller – miniserie TV (1964)
- La potenza delle tenebre, dramma di Lev Tolstoj, regia di Vittorio Cottafavi (1965)
- Le mie prigioni, regia di Sandro Bolchi (1968)
- Le inchieste del commissario Maigret – serie TV, 1 episodio (1968)
- La freccia nera, regia di Anton Giulio Majano – miniserie TV, 7 episodi (1968)
- La polizia, tratto dalla novella di Sławomir Mrożek, regia di Dante Guardamagna, trasmesso dal Secondo programma il 14 febbraio 1969
- Marcovaldo – serie TV (1970)
- I racconti di padre Brown, regia di Vittorio Cottafavi – miniserie TV (1970)
- Le cinque giornate di Milano, regia di Leandro Castellani – miniserie TV (1970)
- Orfeo in Paradiso, regia di Leandro Castellani (1971)
- Rosmersholm, di Henrik Ibsen, regia di Vittorio Cottafavi, trasmesso il 7 luglio 1972.
- Napoleone a Sant'Elena, regia di Vittorio Cottafavi – miniserie TV (1973) - narratore
- Madigan – serie TV, 1 episodio (1973)
- Rete tre, regia di Enzo Trapani – programma TV (1976)
- Scuola serale per aspiranti italiani, regia di Enzo Trapani – programma TV (1977)
- Racconti di fantascienza, regia di Alessandro Blasetti – miniserie TV, 1 episodio (1979) - anche narratore
- Paura sul mondo, regia di Domenico Campana (1979)
- Bel Ami, regia di Sandro Bolchi – miniserie TV (1979)
- L'esclusa, regia di Piero Schivazappa (1980)
- Gelosia, regia di Leonardo Cortese (1980)
- Il fascino dell'insolito – serie TV, episodio 3x06 (1982)
- I racconti del maresciallo, regia di Giovanni Soldati – miniserie TV, 6 episodi (1984)
- Pronto soccorso 2 – serie TV (1992)
- Nostromo (Joseph Conrad's Nostromo), regia di Alastair Reid – miniserie TV (1996)
- Leo e Beo, regia di Rossella Izzo – miniserie TV (1998)
- Il mastino, regia di Ugo Fabrizio Giordani e Francesco Laudadio – miniserie TV (1998)
- Una donna per amico – serie TV (1998)
- La strada segreta, regia di Claudio Sestieri (1999)
- Torniamo a casa, regia di Valerio Jalongo (1999)
- Liebe und weitere Katastrophen, regia di Bernd Fischerauer (1999)
- Fine secolo – serie TV (1999)
- I giudici - Excellent Cadavers, regia di Ricky Tognazzi – film TV (1999)
- Due per tre, regia di Roberto Valentini – sitcom TV, episodio Guerra e pace (1999)
- Casa famiglia – serie TV (2001)
- Der Solist - Niemandsland, regia di Thomas Freundner (2001)
- Fabio Montale – serie TV, 1 episodio (2002)
- Il papa buono, regia di Ricky Tognazzi – miniserie TV (2003)
- Frank Riva – serie TV, 3 episodi (2004)
- Carabinieri - Sotto copertura, regia di Raffaele Mertes – miniserie TV (2005)
- Nebbie e delitti – serie TV, 1 episodio (2005)
- Ricomincio da me, regia di Rossella Izzo – miniserie TV (2005)
- La vita è arte. Renato Guttuso, l'artista e il suo tempo, regia di Giancarlo Bocchi – documentario (2012) - voce
- Noi siam nati chissà quando chissà dove, regia di Andrea Canepari – documentario (2012) - voce

## Teatro

### Anni trenta
- La serenata al vento di Carlo Veneziani, regia di Alberto Bracaloni (1935)
- La dodicesima notte di William Shakespeare, regia di Pietro Sharoff (1938)
- L'Alcalde di Zalamea di Calderón de la Barca, regia di Raffaello Melani
- Rappresentazione di Santo Ignazio (Anonimo del XV secolo), regia di G. Pacuvio (1939)
- Frenesia di Charles de Peyret-Chappuis, regia di Edoardo Anton
- La vita è sogno di Pedro Calderón de la Barca, regia di Nino Meloni
- Le allegre Ccmari di Windsor di William Shakespeare, regia di Pietro Scharoff

### Anni quaranta
- I masnadieri di Friedrich Schiller, regia di Guido Salvini, Giardini della Biennale di Venezia, 31 luglio 1941.
- I fratelli Castiglioni di Alberto Colantuoni, regia di Cesare Meano (1942)
- L'arco di Ulisse di Gerhart Hauptmann
- La nascita di Salomè, regia di Cesare Meano
- La ragazza indiavolata di Ralph Benatzky, Teatro Quirino di Roma, 9 luglio 1943.
- La parte di marito di Vincenzo Tieri
- La vedova allegra di Franz Lehár
- Il marchese di Priolà di Henry Lavedan
- Non rinuncio all'amore di Giovanni Bokay
- Papà di Gaston Arman De Caillavet e Robert De Flers
- Piccoli traguardi di Giovanni Mosca
- La brava gente di Irwin Shaw, regia di Jean Giraudoux, Teatro Eliseo di Roma (1945)
- La luna è tramontata di John Steinbeck, regia di Vito Pandolfi, Teatro Quirino di Roma, 15 febbraio.
- Arsenico e vecchi merletti di Joseph Kesselring, regia di Ettore Giannini
- La bella avventura di Caillavet e De Flers, regia di Ettore Giannini
- Parenti terribili di Jean Cocteau, regia di Luchino Visconti, compagnia del Teatro Eliseo di Roma
- Enrico IV di Luigi Pirandello
- La quinta colonna di Ernest Hemingway, regia di Luchino Visconti, compagnia del Teatro Eliseo di Roma
- La via del tabacco di Jack Kirkland (dal romanzo di Erskine Caldwell), regia di Luchino Visconti, Teatro Quirino di Roma, 16 aprile 1946.
- Mia sorella Evelina di J. Fields e J. Chodorov, regia di Guido Salvini
- Susanna e i peccatori, regia di Tullio Carminati
- Delitto e castigo di Gaston Baty (da Fëdor Dostoevskij), regia di Luchino Visconti
- La madre degli emigranti di Turi Vasile e Alberto Perrini, regia di Nino Meloni, basilica di Massenzio, 6 luglio.
- Il ritratto di Dorian Gray di Oscar Wilde, regia di Guido Salvini, Teatro Quirino di Roma, 11 giugno 1946.
- Incantesimo di Philip Barry, regia di Gerardo Guerrieri, Teatro delle Arti, Roma, 7 febbraio.
- Appuntamento a Senlis di Jean Anouilh, regia di Guido Salvini, Teatro Excelsior di Milano, 31 gennaio 1947.
- Candida di George Bernard Shaw, regia di Alessandro Brissoni, compagnia Ferrati-Cortese-Scelso
- La fine della signora Cheiney di Frederick Lonsdale
- Fiera delle maschere (da Ruzante e Molière), riduzione di Vito Pandolfi e Luigi Squarzina, regia di Luigi Squarzina
- Sposateci, signore...! di Jean De Létraz, regia di Alessandro Brissoni
- L'uomo e il fucile di Sergio Sollima, regia di Luigi Squarzina, Praga
- Anfitrione 38 di Jean Giraudoux, regia di Alessandro Brissoni, Teatro Quirino di Roma, 23 dicembre.
- Cristo ha ucciso di Gian Paolo Callegari, regia di Guido Salvini, compagnia straordinaria di Guido Salvini, Teatro La Fenice di Venezia (1948)
- Una bella domenica di settembre di Ugo Betti, regia di Turi Vasile, Teatro Quirino di Roma
- Edipo Re di Eschilo, regia di Guido Salvini, compagnia straordinaria di Guido Salvini, Teatro Olimpico di Vicenza
- La porta chiusa di Marco Praga, regia di Alessandro Brissoni, Teatro Quirino di Roma
- Scendete... vi chiamano di Jean De Letraz, regia di Alessandro Brissoni
- I due mondi di Rose Franken, regia di Alessandro Brissoni, compagnia Ferrati-Scelzo-Cortese-Marchiò
- Stefano di Jacques Déval, regia di Enzo Ferrieri
- Il regno animale di Philip Barry, regia di Luigi Squarzina
- La notte del 16 gennaio di Ayn Rand, regia di Guglielmo Cortese, Ente Teatrale Italiano, Teatro Quirino di Roma
- Ardelia o La Margherita di Jean Anouilh, regia di Alessandro Brissoni, compagnia Cortese-Bagni-Cimara, Teatro Valle di Roma, 25 marzo 1949.
- Giulio Cesare di William Shakespeare, regia di Guido Salvini, compagnia del Festival Drammatico, Teatro romano di Verona
- Medea di Euripide, regia di Guido Salvini, Istituto Nazionale del Dramma Antico, Teatro Olimpico di Vicenza
- Le mani sporche di Jean Paul Sartre, regia di Alessandro Brissoni
- L'avaro di Molière, regia di Luciano Salvi, Teatro Ateneo
- Vivere così di Dino Falconi
- Proibito al pubblico di Rogers Dornès e Jean Marsan, regia di Alessandro Brissoni

### Anni cinquanta

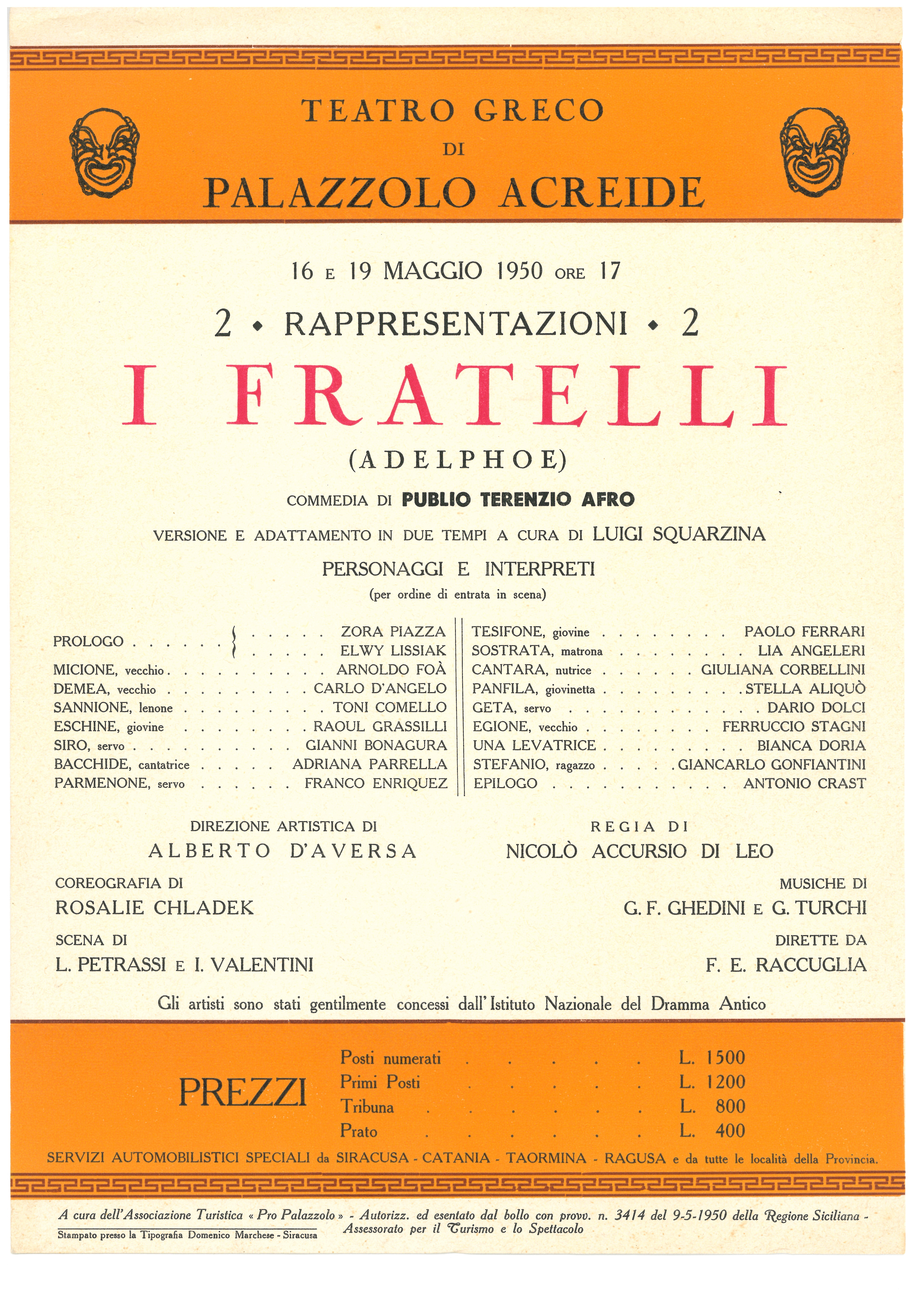
Locandina Spettacolo Classico con Arnoldo Foa nel 1950 ruolo di Micione

- I persiani di Eschilo, regia di Luigi Squarzina, Istituto Nazionale del Dramma Antico, Teatro greco di Siracusa, 12 maggio 1950.
- Le baccanti di Euripide, regia di Luigi Squarzina, Istituto Nazionale del Dramma Antico, Teatro greco di Siracusa
- Peer Gynt di Henrik Ibsen, regia di Vittorio Gassman, compagnia del Teatro nazionale, Teatro Valle di Roma
- Sofonisba di Giangiorgio Trissino, regia di Giorgio Strehler, Teatro Olimpico di Vicenza
- Antigone di Sofocle, regia di Guido Salvini, Teatro Olimpico di Vicenza
- Commedia degli straccioni di Annibal Caro, regia di Guido Salvini, compagnia Teatro Nazionale
- Caterina da Siena di Cesare Vico Ludovici, regia di Fernando De Crucciati
- I fratelli di Publio Terenzio Afro, regia di Accursio Di Leo, adattamento di Luigi Squarzina, Teatro di Akrai (1950)
- La cameriera brillante di Carlo Goldoni, regia di Lucio Chiavarelli
- Anna per mille giorni di Maxwell Anderson, regia di Guido Salvini, Teatro Valle di Roma (1951)
- Detective Story di Sidney Kingsley, regia di Luigi Squarzina, compagnia del Teatro nazionale
- Il libro di Cristoforo Colombo di Paul Claudel, regia di Guido Salvini
- Giulietta e Romeo di William Shakespeare, regia di Guido Salvini, Teatro Valle di Roma
- La casa nova di Carlo Goldoni, regia di Carlo Lodovici, Teatro di Palazzo Grassi (Venezia)
- Yo, el Rey di Bruno Cicognani, regia di Guido Salvini
- Un mese in campagna di Ivan Turgenev, regia di Orazio Costa, Teatro Odeon di Milano (1952)
- Le Nuvole di Aristofane, regia di Giulio Pacuvio, Istituto Nazionale del Dramma Antico (1955)
- Pseudolus di Plauto, regia di Giulio Pacuvio, Istituto Nazionale del Dramma Antico (1955)
- Lazzaro di Luigi Pirandello, regia di Claudio Fino, compagnia Pagnani
- La fiaccola sotto il moggio di Gabriele D'Annunzio, regia di Corrado Pavolini
- Capitan Carvallo di Denis Cannan, regia di Mario Ferrero, compagnia italiana di prosa, Teatro Carignano
- Chéri di Léopold Marchand (da Colette), regia di André Barsacq, compagnia italiana di prosa, Teatro Duse
- Giulio Cesare di W. Shakespeare, regia di Giorgio Strehler, compagnia del Piccolo Teatro della città di Milano, Piccolo Teatro di Milano (1953)
- Anfitrione di Plauto, regia di Jean Giraudoux, compagnia Teatro Eliseo di Roma, Palazzo dei Diamanti a Ferrara (1955)
- Pseudolus di Plauto, regia di Giulio Pacuvio, Compagnia del Dramma Antico, Teatro romano di Ostia Antica
- Le nuvole di Aristofane, regia di Giulio Pacuvio, Compagnia del Dramma Antico, Teatro romano di Ostia Antica
- Veglia d'armi di D. Fabbri, regia di Orazio Costa, Istituto Dramma Popolare, Teatro Olimpia di Milano (1956)
- Paura di me di V. Bompiani, regia di Daniele D'Anza, compagnia Teatrale Italiana, Teatro delle Arti di Roma
- Noi due di Alessandro De Stefani, regia di Mario Landi, compagnia Teatrale Italiana, Teatro delle Arti di Roma
- La professione della signora Warren di George Bernard Shaw, regia di Mario Ferrero, compagnia Pagnani-Villi-Foà, Teatro Eliseo di Roma
- Adorabile Giulia di Marc Gilbert Sauvajon, regia di Daniele D'Anza, compagnia Pagnani-Villi-Foà-Ferzetti, Teatro Eliseo di Roma
- Musica di foglie morte di Pier Maria Rosso di San Secondo, regia di Alberto Gagliardelli
- Casa di bambola di Henrik Ibsen, regia di Luciano Lucignani
- Ma non è una cosa seria di Luigi Pirandello, regia di Luigi Squarzina, compagnia Pagnani-Villi-Foà-Ferzetti (1957)
- Signori buonasera di Anoldo Foà, regia di Anoldo Foà, compagnia Pagnani-Villi-Foà-Ferzetti, Teatro Odeon di Milano
- La figlia di Jorio di Gabriele D'Annunzio, regia di Luigi Squarzina
- La commedia degli equivoci di William Shakespeare, regia di Mario Ferrero (1958)
- Racconto d'Inverno di William Shakespeare, regia di Guido Salvini (1959)
- Commedia degli Straccioni di Annibal Caro, regia di Guido Salvini
- Miles gloriusus di Plauto, regia di Giulio Pacuvio

### Anni sessanta
- Due in altalena di William Gibson, regia di Anoldo Foà, Teatro Eliseo di Roma (1960)
- La terra è rotonda di Armand Salacrou regia di Roberto Guicciardini
- Giulietta e Romeo di W. Shakespeare, regia di Franco Enriquez, Teatro romano di Verona
- Rashomon di Fay e Kanin, (dal film di Akira Kurosawa), regia di Arnoldo Foà (1961)
- I Turchi se la giocano a primiera di Alfio Beretta, regia di Arnoldo Foà, Teatro Nuovo di Milano
- Pene d'amor perdute di William Shakespeare, regia di Franco Enriquez, compagnia Stabile della città di Napoli, Teatro Mercadante di Napoli
- Un giorno nella vita di... di Jack Popplewell, regia di Umberto Benedetto, Piccolo Teatro Stabile della città di Firenze
- Anfitrione di Plauto, regia di Silverio Blasi, Centro Teatrale Italiano (1962)
- Ifigenia di Ildebrando Pizzetti e Alberto Perrini, regia di Aldo Vassallo Mirabella, Teatro dell'Opera di Roma
- Il pipistrello di Johann Strauss Jr, regia di Herbert Graf, direttore d'orchestra Samuel Krachmalnick, regia teatrale Arnoldo Foà, Teatro dell'Opera di Roma
- I Masteroidi di Marcel Aymè, regia di Anoldo Foà (1963)
- Notti a Milano di Carlo Terron, regia di Anoldo Foà
- La Lanzichenecca di Vincenzo di Mattia, regia di Virginio Puecher, compagnia del Piccolo Teatro di Milano (1964)
- Eracle di Euripide, traduzione di Salvatore Quasimodo, regia di Giuseppe Di Martino, Istituto Nazionale del Dramma Antico, Teatro greco di Siracusa
- Andromaca di Euripide, regia di Mario Ferrero, Istituto Nazionale del Dramma Antico, Teatro greco di Siracusa
- Canti e poesie della libertà, regia di Raffaele Maiello, testi a cura di Arnoldo Foà e Gigi Lunari, Teatro Lirico di Milano (1965)
- Re Cervo, da Carlo Gozzi, regia di Andrea Camilleri
- Ruy Blas di Victor Hugo, regia di Mario Ferrero, Teatro Olimpico di Vicenza, 23 settembre 1966.
- Il testimone di Anoldo Foà, regia di Arnoldo Foà, Teatro Duse di Bologna
- La stanza degli ospiti di Brunello Rondi, regia di Anoldo Foà, Teatro della Cometa di Roma
- I Menecmi di Plauto, traduzione di Ettore Paratore, regia di Accursio Di Leo, Istituto Nazionale del Dramma Antico
- La pace di Aristofane, regia di Anoldo Foà, Istituto Nazionale del Dramma Antico (1967)
- Zio Vania di Anton Cechov, regia di Pietro Sharoff, Teatro Centrale di Roma (1968)
- Golem di Alessandro Fersen, regia di A. Fersen, E.T.I. Teatro La Pergola di Firenze, 1969
- Malatesta di Henry de Montherlant, traduzione di Mario Moretti, regia di José Quaglio, Teatro Alfieri di Torino, 3 luglio 1969.

### Anni settanta
- Il burbero benefico di Carlo Goldoni, regia di Carlo Lodovici, ripresa televisiva 22 dicembre 1970.
- Diana e la Tuda di Luigi Pirandello, regia di Arnoldo Foà, Teatro Stabile di Palermo (1971)
- Flavia e le sue bambole di Salvato Cappelli, regia di Giorgio Prosperi, Fondazione Andrea Biondo compagnia Stabile di Palermo
- The Entertainer di John Osborne, regia di Arnoldo Foà, compagnia Teatro San Babila di Milano (1972)
- Per una giovinetta che nessuno piange di Renato Mainardi, regia di Arnoldo Foà
- Lisistrata di Aristofane, regia di Daniele D'Anza, Istituto Nazionale del Dramma Antico, Teatro greco di Siracusa
- Vecchi vuoti a rendere di Maurizio Costanzo, regia di Arnoldo Foà, Teatro Valle di Roma (1973)
- Miles Gloriosus di Plauto, traduzione e riduzione di Arnoldo Foà, regia di Arnoldo Foà, compagnia Attori Riuniti
- L'estro del poeta di Eugene O'Neill, regia di Enrico Colosimo
- La folle Amanda di Pierre Barillet e Jean-Pierre Grédy, regia di Arnoldo Foà, compagnia del Teatro Comico, Teatro Duse di Bologna (1974)
- Maschere nude di Luigi Pirandello, regia di Lamberto Puggelli, compagnia del Teatro San Babila di Milano (1975)
- Farsa d'amore e di gelosia di Mario Amendola e Bruno Corbucci, regia di Filippo Crivelli, Teatro Nuovo di Milano (1976)
- Un angelo calibro 9 di Nino Marino, regia di Anoldo Foà, Theatritalia/compagnia del Momento Teatrale, Teatro Duse di Bologna (1977-1978)
- La roba, da Giovanni Verga, regia di A. Mazzone
- Quella della porta accanto di Nino Marino, regia di Anoldo Foà

### Anni ottanta
- Il lebbroso di Giancarlo Menotti, regia di Giancarlo Menotti, Festival dei Due Mondi di Spoleto (1980)
- Il teatro comico di Carlo Goldoni, regia di Augusto Zucchi
- Questa sera si recita a soggetto di Luigi Pirandello, regia Marco Parodi, cooperativa Teatro di Sardegna (1982)
- Le supplici di Eschilo, regia Otomar Krejca, Teatro greco di Siracusa
- L'angelo azzurro, adattamento di Aldo Trionfo e Alessandro Giupponi dal testo di Heinrich Mann, regia di Alessandro Giupponi (1983)
- Il settimo sigillo (da Dipinto su legno di Ingmar Bergman), regia di Lucio Chiavarelli, Festival di Borgio Verezzi (1984)
- Ciavieddu di Salvatore Fiume, regia di Melo Freni, Teatro dei Ruderi di Gibellina (1985)
- La corda a tre capi di Anoldo Foà, regia di Arnoldo Foà, Astec - Teatro Stabile dei Giovani
- Fiorenza di Thomas Mann, regia di Aldo Trionfo, con la collaborazione di Lorenzo Salveti (1986)
- Otello di Giuseppe Verdi (opera lirica), regia di Arnoldo Foà, Auditorium di Cagliari
- La Tosca di Victorien Sardou, adattamento e regia di Aldo Trionfo, Teatro Cilea di Napoli (1988)
- L'ispettore generale di Nikolaj Gogol', regia di Roberto Guicciardini, Gitiesse Spettacoli (1989)
- La palla al piede di Georges Feydeau, regia di Armando Pugliese, Teatro Quirino di Roma
- Un pezzo di paradiso di Steve J. Spears, regia di Anoldo Foà, Taormina Arte

### Anni novanta
- Don Giovanni e Faust di Christian Dietrich Grabbe, regia di Gino Zampieri, Festival del Teatro Classico, Borgio Verezzi (1990)
- L'ultimo viaggio di Pirandello di B. Belfiore, regia di P. Gazzara (1991)
- Adelchi di Alessandro Manzoni, regia di Federico Tiezzi, produzione Teatro Biondo di Palermo e Teatro Argentina di Roma, Teatro Biondo di Palermo (1992)
- La bottega del caffè di Carlo Goldoni, regia di Mario Missiroli, produzione Teatro Argentina di Roma
- La pace di Aristofane, traduzione di Raffaele Cantarella, adattamento e regia di Anoldo Foà, Teatro Olimpico di Vicenza
- Il corsaro (dal Decameron di Boccaccio) di Fausto Tapergi, regia di Marco Carniti (1993-1994)
- Aulularia di Plauto, regia di Renato Giordano, Teatro romano di Ostia Antica
- Aminta di Torquato Tasso, regia di Luca Ronconi, produzione Teatro di Roma
- Una serata per l'impresario teatrale regia di Stefano Mazzonis - Trittico di 3 opere buffe: Il maestro di cappella di D. Cimarosa, Epitaffi sparsi di Ennio Morricone, e L'impresario teatrale di W. A. Mozart, orchestra Pro Arte Marche, diretta da Bruno Rigacci (1997)
- La signora della musica di André Ernotte ed Elliot Tiber, adattamento e regia di Anoldo Foà, Cantiere Internazionale d'Arte di Montepulciano e Cubatea (1998)
- La rivoluzione di Frà Tommaso Campanella di Mario Moretti, regia di Mario Moretti, Teatro Ghione di Roma (1999)

### Anni duemila
- Amphitryon Toujours di Arnoldo Foà, regia di Arnoldo Foà, produzione La Pirandelliana Spoleto Festival 2000 (2000)
- Ultimo giorno di un condannato a morte, di Giovanni De Feudis, regia di Giovanni De Feudis (da Le dernier jour d'un condamné di Victor Hugo)
- L'igiene dell'assassino di Amélie Nothomb, regia di Andrea Dosio, Torino Spettacoli, Teatro Erba di Torino (2001)
- ll vantone di Pier Paolo Pasolini (dal Miles Gloriosus di Plauto), regia di Pino Quartullo
- Colpevole innocenza di Ronald Harwood, regia di Arnoldo Foà, compagnia Mario Chiocchio, Teatro greco di Roma
- Pluto di Aristofane, adattamento e regia di Anoldo Foà (2002)
- Duse/D'Annunzio di Barbara Amodio, regia di Angelo Gallo
- Novecento di Alessandro Baricco, regia di Gabriele Vacis, produzione Mondrian Kilroy Fund e Irma Spettacoli (2003-2004)
- Quaderni siloniani da Ignazio Silone di Davide Cavuti (2004)
- Oggi di, regia e con Arnoldo Foà, produzione La Pirandelliana, Teatro Ghione di Roma (2005)
- Patrizia, il Musical di Arnoldo Foà, Teatro Sistina di Roma (solo autore)
- Sul lago dorato di Ernest Thompson (adattamento di Nino Marino), regia di Maurizio Panici, produzione La Pirandelliana Festival di Borgio Verezzi (2006-2008)
- Scene dalla vita di Mozart testo di Lorenzo Arruga, musica di Albert Lortzing, regia Dan Jemmett, direzione musicale Paolo Arrivabeni, con Arnoldo Foà, Teatro Comunale di Bologna (2006)
- La memoria di un sorriso di Davide Cavuti (2007)
- Io, Arturo Toscanini di Piero Melograni, regia di Giulio Farnese, Teatro Politeama di Prato (2007)
- Il vecchio è scappato, una fuga ancora possibile di Luis Gabriel Santiago, regia di Luis Gabriel Santiago, Teatro romano di Spoleto (2007)

## Prosa radiofonica Rai
- Il vento notturno di Ugo Betti, regia Anton Giulio Majano, trasmessa il 2 marzo 1946.
- Lulù, commedia di Carlo Bertolazzi, regia di Pietro Masserano Taricco, trasmessa il 19 febbraio 1947.
- Questo piccolo mondo, commedia di Noël Coward, regia di Umberto Benedetto, trasmessa il 8 dicembre 1949.
- La vecchia e veridica storia di Rumpelstilzkin, di Francis Collinson, regia di Anton Giulio Majano, trasmessa il 15 gennaio 1950.
- Terra sconosciuta di Gino Capriolo, regia di Umberto Benedetto, trasmessa il 4 febbraio 1950.
- Il ritorno del figliol prodigo di André Gide, regia di Corrado Pavolini, trasmessa il 25 ottobre 1950.
- Minnie la candida di Massimo Bontempelli, regia di Alberto Casella, trasmessa il 3 gennaio 1951.
- La vita di Pulcinella, radiocommedia di Nepomucene Jonquille, regia di Anton Giulio Majano, trasmessa il 5 febbraio 1951.
- Frana allo Scalo Nord, dramma di Ugo Betti, regia di Anton Giulio Majano, trasmesso il 23 maggio 1952.
- Le novelle del Secondo programma, Breve storia dei gatti, lettura di Arnoldo Foà, trasmessa il 7 giugno 1952.
- Il Capitano Carvallo di Denis Cannan, regia di Mario Ferrero, trasmessa il 8 settembre 1952.
- Faust di Wolfgang Goethe, regia di Corrado Pavolini, trasmessa il 14 ottobre 1953.
- Ballata italiana di Edoardo Anton, musica di Raffaele Gervasio, regia di Alberto Casella, trasmessa il 1 novembre 1953.
- Pilato di Giuseppe Di Martino e Antonio Santoni Rugiu, regia di Giandomenico Giagni, trasmessa il 28 maggio 1955.
- Una moglie per Giasone di Enzo Maurri, regia di Nino Meloni, trasmessa il 23 giugno 1956.
- Don Chisciotte di Cervantes, regia di Nino Meloni, trasmessa il 10 gennaio 1957.
- Francillon di Alessandro Dumas, regia di Umberto Benedetto, trasmessa il 25 marzo 1957.
- L'anima buona di Sezuan di Bertolt Brecht, regia di Corrado Pavolini (1957)
- La freccia nera, regia di Anton Giulio Majano (1968)
- I racconti di padre Brown, con Renato Rascel, regia di Vittorio Cottafavi (1970-1971)
- L'uomo che fermò Hitler di Elisa Savi, regia di Claudio Laiso (RSI Rete Due, trasmessa nel 2000)

## Varietà radiofonici Rai
- Le osservazioni del maggiore Thompson di Pierre Daninos, regia di Nino Meloni (1957).
- Voi ed io : punto e a capo musiche e parole provocate dai fatti, programma d'intrattenimento radiofonico del mattino tutti i giorni dal lunedì al sabato dalle 9 alle 11 su Radiouno dal 21 febbraio al 5 marzo 1977.
- Il gambero, quiz alla rovescia ogni domenica dalle 13 alle 13,30 su Radiodue (1978).
- Un altro giorno musica, programma contenitore del primo mattino tutti i giorni dal lunedì al venerdi dalle 6 alle 9,20 su Radiodue nel mese di luglio (1979).

## Doppiaggio

### Film cinema
- Anthony Quinn in La strada, Barabba, Ombre bianche, Selvaggio è il vento, L'avventuriero
- John Wayne in Le ali delle aquile e Il sentiero solitario
- Jean Gabin in Appuntamento al Km. 424
- Herbert Lom in Guerra e pace
- Kirk Douglas in Il grande cielo
- Peter Ustinov in Quo vadis
- Robert Hossein in Madame Sans-Gêne
- Ward Bond in I sacrificati
- Robert Newton in Il pirata Barbanera
- Warner Anderson in Crimine silenzioso
- Lionel Barrymore in Pancho il messicano
- Ralph Bellamy in Il terrore di Frankenstein
- William Bendix in Il tesoro di Vera Cruz
- David Brian in Tortura
- Leo Carrillo in Giuramento di sangue
- Jack Carson in Innamorato pazzo
- Paul Douglas in Fortunella
- Robert Douglas in Omicidio
- Peter Lorre in Le spie
- Frank Lovejoy in La belva dell'autostrada
- Barton MacLane in Angelo in esilio
- Thomas Mitchell in Viaggio senza fine
- Jack Palance in L'evaso di San Quintino
- Broderick Crawford in Il bidone
- Edmund Lowe in Pranzo alle otto (ridoppiaggio)
- Noël Roquevert in Fanfan la Tulipe
- Fernandel in Cresus
- Toshirō Mifune in Rashomon
- Massimo Serato in Sangue a Ca' Foscari
- Leif Erickson in Le mille e una notte
- Voce narrante in La corazzata Potëmkin, La Bibbia, La fabbrica di cioccolato, Piccola posta

### Film d'animazione
- Bongo e i tre avventurieri - Il Gigante (doppiaggio 1952)
- Up - Charles Muntz
- La luna nel deserto - Nonno Gazza
- I tre porcellini - Ezechiele Lupo (doppiaggio 1951)

## Doppiatori italiani
- Riccardo Mantoni in Barabba[19]

## Pubblicazioni
Durante il Premio di poesia Alfonso Gatto, l'incontro con il poeta Beppe Costa (premiato in quella occasione e del quale leggerà alcune poesie nel corso degli anni) porterà Foà a pubblicare in tre anni due romanzi (da tempo nel cassetto) e un libro di poesie con la Pellicanolibri casa editrice del poeta. Nel 1998 pubblica per Gremese un manuale di recitazione che è anche racconto della sua lunga attività artistica.
Nel 2008 con l'editore ferrarese Corbo Editore ha pubblicato un romanzo scritto durante gli anni trascorsi all'estero (Joanna. Luzmarina), e con Sellerio ha nel 2009 pubblicato la sua Autobiografia di un artista burbero.
- Le Pompe di Satana, Pref. di Beppe Costa; Pellicanolibri, 1990
- La Formica, Pellicanolibri; 1991
- La costituzione di Prinz; Pellicanolibri, 1992
- Recitare, I miei primi sessant'anni di teatro; Piccola Biblioteca delle Arti, Gremese editore 1998
- Joanna. Luzmarina, Corbo Editore, 2008
- Autobiografia di un artista burbero Sellerio Editore 2009

## Discografia parziale

### Album
- 1965 - Cinque voci per Pascoli (Cetra - Collana Letteraria Documento, CLC 0834, LP) con Alberto Lupo, Antonio Crast, Paolo Carlini, Vittorio Gassman
- 1969 - Il mare (Warner Bros. Records, WSL 1670, LP) con The San Sebastian Strings
- 1975 - Arnoldo Foà legge Francesco Messina (Durium, FM 001, LP)
- 1995 - Federico Garcia Lorca (Warner Music)
- 1995 - Francesco Petrarca (Warner Music) con Giorgio Albertazzi
- 1996 - Poesia d'amore spagnola contemporanea (Warner Music)
- 1997 - Lettere dei condannati a morte della resistenza (Warner Music) con Anna Proclemer
- 1998 - I canti di Leopardi recitati da Arnoldo Foà (Micromega - Gruppo Editoriale L'Espresso)
- 2001 - Omaggio a Chopin e Leopardi (L'Eubage) con al piano Giorgio Costa
- 2002 - Le parole del cuore (Lettera A Records, CD+Libro)
- 2003 - I Fioretti di San Francesco (Tactus) con all'organo Giorgio Fabbri
- 2003 - Vittore Veneziani (Tactus)
- 2003 - Harijan La carezza di Dio – Lettere di Padre Cesare Pesce (Edizioni Musicali San Paolo)
- 2003 - Un Mar Deserto (World Première Recording) musica di Alessandro Grego
- 2004 - La natura dell'amore (New Project)
- 2004 - Il cielo è amico mio (Lettera A Records, CD+Libro)
- 2004 - L'amore e la vita (Lettera A Records, CD+Libro)
- 2005 - Storie di tango – Le musiche di Astor Piazzolla, le parole di Jorge Luis Borges
- 2005 - Sherazade (Full Color Sound) con Lella Costa
- 2005 - Cyrano (Lettera A Records, CD+Libro)
- 2006 - La Divina Commedia (Warner Music) con Giorgio Albertazzi, Tino Carraro, Romolo Valli
- 2006 - La passione e la ragione (Lettera A Records, CD+Libro)
- 2006 - Il mondo è uno specchio (Lettera A Records, CD+Libro)
- 2006 - La mia patria (Lettera A Records, CD+Libro)
- 2007 - In compagnia di Arnoldo Foà (Warner Music)
- 2008 - Il maestro e la via giusta (Lettera A Records, CD+Libro)
- Anch'io poeta (Lettera A Records, CD+Libro)
- La matita di Dio (Lettera A Records, CD+Libro)
- Tra… punti di stelle (Lettera A Records, CD+Libro)
- Leopardi - Canti (Cetra, CLC 0829, LP) con Giorgio Albertazzi, Vittorio Gassman, Alberto Lupo

### Singoli
- 1961 - Spoon River Anthology N° 1 (Cetra - Collana Letteraria Documento, CL. 0478, 7") con Paolo Carlini, Vera Gherarducci, Elsa Merlini
- 1969 - Da Brolio gli auguri di Arnoldo Foà (Casa Vinicola Barone Ricasoli, R 1969, 7")
- 1974 - Ora so (Maintenant je sais)/Mastro Corvo e Giulietta Volpe (Durium, Ld A 7868, 7")

### Collaborazioni
- 2003 - Frankie hi-nrg mc Ero un autarchico, nel brano Morsi e rimorsi
- 2016 - Davide Cavuti Vitae, nel brano Lettera ad Antonio Russo

## Onorificenze e riconoscimenti
Negli anni sessanta è eletto consigliere comunale di Roma per il Partito Radicale. Nel 2001 l'allora sindaco di Roma, Francesco Rutelli, ha festeggiato in Campidoglio il suo ottantacinquesimo compleanno. Nel 2005 si è formato un comitato per sostenere la nomina di Arnoldo Foà a senatore a vita.
Alcuni tra i premi più recenti:
- Una vita per il teatro, Taormina Arte (1989);
- Premio Salvo Randone Sciacca (1999)
- Premio Ernesto Calindri Certaldo (2001)
- Premio Flaiano sezione teatro alla carriera[21] (2003);
- Nastro d'argento per Gente di Roma (2004);
- Premio De Sica (2004);
- Premio Campidoglio, (2004);
- Premio Silone (2005);
- La Lupa Capitolina (24/01/2006);
- Medaglia dell'Università degli Studi di Ferrara (2006)
- Premio Città Di Ferrara (2006)
- Premio Dessì (2006);
- Premio Culturale MuMi (2006);
- Premio Ermete Novelli- IV edizione Bertinoro, 1º settembre 2007;
- Premio "Tommaso -Fedra- Inghirami" Ombra della Sera alla carriera - Festival Internazionale Teatro Romano Volterra - (2008)
- Premio Radio Rai "Microfono di cristallo" testimone della radiofonia di cultura diretta da Umberto Benedetto (2008);
- Premio Persefone. Il teatro in televisione (2008);
- Premio della Stampa alla carriera Ferrara (2008)
- Diploma Honoris Causa. Centro Sperimentale di Cinematografia - Scuola nazionale di cinema (2008);
- Premio Imaie alla carriera (2009)
- Targa Paolo Volponi Bologna (2009)
- Cittadinanza onoraria della Città di Vetralla (VT) (2012)